# Terphothrix unicolor
Terphothrix unicolor är en fjärilsart som beskrevs av William Schaus 1920. Terphothrix unicolor ingår i släktet Terphothrix och familjen tofsspinnare. Inga underarter finns listade i Catalogue of Life.